# نهائي كوبا أمريكا 1995
نهائي كوبا أمريكا 1995 كانت المباراة النهائية لمسابقة كوبا أمريكا 1995 وهي مسابقة كرة قدم دولية تنضم من قبل اتحاد أمريكا الجنوبية لكرة القدم والتي أقيمت في الفترة ما بين 5 يوليو وحتى 23 يوليو 1995. أقيمت المباراة النهائية بتاريخ 23 يوليو بملعب سنتيناريو في مونتفيدو بين البرازيل والأوروغواي وفازت الأوروغواي 5–3 في ركلات الترجيح بعد ما أنتهى الوقت الأصلي بالتعادل الإيجابي 1–1. وبذلك تأهلت الأوروغواي إلى كأس القارات 1997 في السعودية.

## عن الفريقين
عرفت البطولة حتى عام 1975 باسم "بطولة أمريكا الجنوبية لكرة القدم".

| الفريق     | سنوات التتويج في كوبا أمريكا السابقة *(للإشارة إلى فوز المنتخب في البطولة باعتباره البلد المضيف) |
| ---------- | ------------------------------------------------------------------------------------------------ |
| البرازيل   | 4 (1919*، 1922*، 1949*، 1989*)                                                                   |
| الأوروغواي | 13 (1916, 1917*, 1920, 1923*, 1924*, 1926، 1935, 1942*, 1956*, 1959, 1967*, 1983، 1987)          |

## المباراة

### تفاصيل المباراة
| الأوروغواي                                              | 1–1   | البرازيل                                |
| ------------------------------------------------------- | ----- | --------------------------------------- |
| - بينغوتشيا 51'                                         | تقرير | 30' توليو                               |
| ركلات الترجيح                                           |       |                                         |
| - فرانسيسكولي - بينغوتشيا - هيريرا - غوتيريز - مارتينيز | 5–3   | - روبرتو كارلوس - زينهو - توليو - دونغا |

| الأوروغواي | البرازيل |